# قلمرو تاکاماتسو
قلمروی تاکاماتسو (به ژاپنی: 高松藩 Takamatsu han) یک هان در ژاپنِ دورهٔ ادو بود. این هان با ولایت سانوکی (معادل امروزی: استان کاگاوا) در ژاپن مرتبط بود.